# 叙事曲
敘事曲（法語：ballade）在法文中原来是指一种文学作品(敘事詩)或民间歌曲，通常為敘述關於愛情、民間傳說或戰爭、史詩等故事或是抒情的作品，也包括戏剧性和幻想的片段。
从18世纪晚期开始，作曲家開始以敘事詩譜曲，敘事曲也就成为一种乐曲的名称，当时主要是声乐曲。後來器樂也出現敘事曲，蕭邦將鋼琴敘事曲這一名稱給予了他創作的四首大型鋼琴曲，後來布拉姆斯、李斯特和葛利格等也都創作過鋼琴敘事曲。

## 聲樂敘事曲
通常會基於那個時代著名藝術家的詩而創作。例如約翰·沃爾夫岡·歌德、弗里德里希·席勒以及亞當·密茨凱維奇等人。最著名的聲樂作曲家包括舒伯特、舒曼，以及相對較不出名的作曲家卡爾·洛威。通常此種樂曲偏向以小品的形式，但有些作品較為長，或是會為文本的每一節創作一首單獨的歌曲。

## 器樂敘事曲
用於獨奏樂器，大多數是為鋼琴所作。體裁形式自由，通常為具有抒情或戲劇性等敘事特質的單樂章作品。最著名的敘事曲是由蕭邦創作的四首鋼琴敘事曲。後來布拉姆斯、李斯特和葛利格等也都創作過鋼琴敘事曲。
有些敘事曲存在明顯的或假定的文學聯想。例如，蕭邦的四首敘事曲據說是受到了朋友亞當·密茨凱維奇的詩歌啟發。雖然目前並無直接來自作曲家的證據。但在 1841 年，舒曼在新音樂雜誌中承認蕭邦告訴過他敘事曲的靈感是來自於密茨凱維奇的詩歌。

### 著名鋼琴敘事曲作品
- 蕭邦：四首鋼琴敘事曲
  - g小調敘事曲，作品 23
  - F大調敘事曲，作品 38
  - 降A大調敘事曲，作品 47
  - f小調敘事曲，作品 52
- 克拉拉·舒曼:“音樂晚會”中的第4首為敘事曲， 作品6 第4首
- 布拉姆斯：鋼琴敘事曲，作品 10
- 葛利格：挪威敘事曲主題與變奏，作品 24